# Charles-Nicolas Peaucellier

Peaucellier - Lipkin inverzor - animace

Charles-Nicolas Peaucellier (16. června 1832 – 4. října 1919)  byl francouzský voják, inženýr, který se proslavil jako objevitel, a konstruktér Peaucellier-Lipkinova rovinného mechanismu (inverzoru), který byl částečně pojmenovaný po něm   . Vystudoval École Polytechnique. Ve francouzské armádě se stal v roce 1888 divizním generálem.
Jednalo se o objev prvního mechanismu převádějícího kruhový pohyb na pohyb po přímce. Mechanismus pracuje na principu kruhové inverze. Byl důležitý pro konstrukci parních strojů. Mechanismus představil nezávisle na Peaucellierovi, ruský matematik Lipkin, po němž je zařízení také pojmenováno.